# Carposina irrorata
Carposina irrorata là một loài bướm đêm thuộc họ Carposinidae. Nó là loài đặc hữu của Lanai.